# Красный Остров (Белгородская область)
Кра́сный О́стров — посёлок в Чернянском районе Белгородской области России, входит в состав Русскохаланского сельского поселения. Относится к историческому региону Слобожанщина — Подонье.
В 1786 году на плане генерального межевания Новооскольского уезда, назывался «деревня Чернянка». В 1862 году в списках населенных мест Курской губернии, название было «деревня Нижняя Черняночка», с количеством жителей 61 человек (34 мужчин и 27 женщин), всего в 5 дворах, расположенных на улице Шевченко. В 1885 году в деревне Нижняя Чернянка в 16 дворах проживало 81 человек. С начала XX века деревня Нижняя Чернянка в составе слободы Чернянка, у которой убрали второе название Новоивановка. Позже до 1917 года назывался деревня Остров в составе слободы Чернянка, до 1958 года являлся одним из микрорайонов Чернянки. С 1958 года — посёлок Красный Остров Чернянского района.
Население — 896 чел. (2013). Количество подворий — 308, из них газифицировано 299, на 2007 год.

## Этимология
- Своё первое название — деревня «поляна Острединова» — получил, первый вариант — где до прихода чернян - детей боярских уже обосновался кто-то с прозвищем Острединов, второй вариант — это населённый пункт, расположенный на конце чего-то или в узкой части чего-то, точнее на острове, полуострове.
- Название Чернянка (Чернянская, Черняночка). Первая версия. Переселенцы из города Черни изначально звались «чернянами» (муж. — чернянин, жен. — чернянка).
- Вторая версия, от фамилии Чёрный, Черной, Чорной (Черных), из 23 переселенцев из Черни у троих была фамилия Чёрной (Черных). Третья версия происхождения названия от слова чернь — «чернолесье», что означает лиственный лес. Такие лесные массивы имеются к западу от Красного Острова[3]..
- Название — Остров. На карте 1864[4] года Черняночка (было уже 2 улицы, Шевченко (на улице из 17 дворов в 70-х годах XX века было 8 дворов с фамилией Черных), Фрунзе, усадьба князя Федора Николаевича Касаткина-Ростовского, расположенная на современной улице Садовой (жили на усадьбе постоянно только мать — княгиня Надежда Карловна Монтрезор, сестра князя София и брат Николай) и водяная мукомольная мельница, расположенная на современной улице Воровского, позже Остров, находилась на небольшом острове на реке Оскол, отсюда и название Остров. А в 1917 году с приходом советской власти переименовали в Красный Остров. Меньшая часть Острова называлась Лысый хутор (в честь лысого деда, первого жителя этой улицы) — это ул. Воровского.

## География
В 1786 году посёлок Красный Остров назывался деревня Чернянка и располагался не на правом берегу, где сейчас, а на левом берегу Оскола, на небольшом островке.
Красный Остров расположен на правом берегу реки Оскол (бассейн Дона). На расстоянии 1 км от Острова на восток находится центральная площадь Чернянки. В 1800 метрах на восток расположен железнодорожный вокзал. В 650 метрах на север находится посёлок Красный Выселок. В 2,5 км на запад — село Русская Халань. Через Красный Остров протекает река Халань (приток Оскола). Железнодорожная станция на линии Москва — Валуйки.
Через посёлок проходит автотрасса Валуйки — Старый Оскол.

## Климат
Поселок находится в зоне умеренно континентального климата с ярко выраженными сезонами. Зима холодная с частыми оттепелями, лето солнечное и продолжительное со значительным количеством осадков. Частые оттепели приводят к застою талых вод и образованию ледяной корки, что неблагоприятно сказывается на перезимовке зимующих культур. Согласно данным метеостанции Н. Оскол:
- среднегодовая температура воздуха +6,3
- абсолютный минимум температур (январь) -37
- абсолютный максимум температур (июль) +42
- средняя температура самого теплого месяца (июль) +20,3
- средняя температура холодного месяца (январь) -8,4
- продолжительность безморозного периода 157 дней
- продолжительность вегетационного периода 195 дней
- дата последнего и первого заморозков 30.IV и 01.X
- сумма температур выше 10 2700
- количество годовых осадков 462 мм
- количество осадков за период с t выше 10 - 260 мм
- среднегодовая величина относительной влажности – 74%.

Средняя дата первого заморозка приходится на 3 октября, последнего – на 28 апреля. Период активной вегетации при среднесуточной температуре выше +10 С составляет 155 дней. Расчетная температура самой холодной пятидневки -24 С, средняя продолжительность отопительного периода - 193 дня при его средней температуре -2,6 С.
Число дней со снежным покровом – 109 при средней из наибольших высот снежного покрова за зиму 20 см на открытом месте.
Глубина промерзания почвы из максимальных за зиму: средняя – 67 см; наименьшая – 33 см; максимальная – 160 см.

## История
Первыми переселенцами в деревню Красный Остров были люди из современного поселка Чернь Тульской области в XVII веке, которые поселились на современной улице Шевченко. Образовались в районе русские сёла: Русская Халань, Кочегуры, Прилепы, Волотово. Выбирали для поселения лучшие плодородные чернозёмные земли. Позже, в середине XVII века украинские переселенцы в основном из восточной Черниговщины, Полтавщины и слобожан Правобережья Украины, заселяли район в основном на неудобных землях: пески, холмы, бугры. Так на песчаной почве и заселили Новоивановку, нынешнюю Чернянку. Селение, откуда прибыли люди, называлось Ивановкой на Украине, а здесь добавили слово «новая» и получилось слобода Новоивановка. Так, как в деревне Чернянская (Красный Остров) жителей было мало, а в слободе Новоивановка (Чернянка) было много жителей согласно переписям населения, язык общения в Красном Острове ассимилировался и стал украинским, как и в слободе Новоивановке (Чернянка).
Вторая версия украинского языка на Острове — в 1639 году в город Чернь переселили 130 семей черкас (украинцев), возможно, они и были первыми поселенцами Красного Острова.. В Курской губернии в селах и деревнях проживало русское население, а в слободах и хуторах жили украинцы. Селения, где находилась церковь, называли слободой или селом. В деревнях и хуторах церквей не было.
В 1615 году дьяк из Разрядного приказа, осматривая местность по указанию царя Алексея Михайловича, обнаружил, что в устье реки Халань, где она впадает в реку Оскол, расположилось поселение в три двора. Его заселяли в основном служилые люди.
Первое упоминание о Кр. Острове (Чернянке) в РГАДА, Ф. 210, книги Белгородского стола, Д. 18. Строельная книга Нового Царева Алексеева города. 1647—49 гг.
«Лета 7156 сентября в 14 день (1648 года) по Государеву цареву и Великого князя Алексея Михайловича Всеа Русии указу и по приказу воеводы князя Василья Петровича Лвова отделные книги отделили.
40. № 9. С Черни (поселок Чернь) дети боярские
- Фалей Аверкеев сын Сверчков
- Аксен Иванов сын Сопрыкин
- Ларион Артемьев сын Белава
- Микифор Аверкеев сын Сапрыкин
- Ермол Аверкеев сын Малцов
- Остафей Ондреев сын Малцов
- Артемей Курдюмов сын Мишин
- Дорофей Григорьев сын Проскурнин
- Симон Федоров сын Иевлев
- Богдан Родивонов сын Чёрной (Черных)
- Степан Дементьев сын Сопрыкин
- Федор Осипов сын Селютин
- Егуп Родионов сын Чёрной (Черных)
- 40 об. Дементей Ермолаев сын Рындин
- Степан Хоритонов сын Чёрной (Черных), это — Степан Харитонович Черных
- Исай Ефимов сын Пилюгин
- Павел Торасов сын Проскурнин
- Сава Левонтьев сын Семенихин
- Григорей Сергеев сын Труфонов
- Максим Фатеев сын Жердев
- Андрей Терентьев сын Микулин
- Микита Тимофеев сын Сопрык(ин)
- Григорей Исаев сын Даханин

Всего их 23 человека. Отмерено им подворы места от ливенцов (современная Ливенка) детей боярских вверх по Аскалу (Осколу) против Хо(Л.41)лани поляна Острединова усть Холанской пристали вдол по 20 сажень а поперег по 21 сажен человеку а на пашню земли по 12 четвертей человеку в поле а в дву потому ж (Л. 41-41 об. — описание межи).
Второе упоминание о Кр. Острове.
Писцовая и межевая книга Новооскольского уезда. 1650-51 г.
РГАДА, Ф. 1209, Оп. 1, Д. 1103
Л. 22-23. Деревня вверх по реке по Осколу на правой стороне меж села Голубина и Холкова монастыря
Л. 23-26 об. Деревня усть речки Грязновки
Л. 26 об. Да в том же селце… в поместье написано за демти боярскими ливенскими веденцами
Л. 26 об.-27 об. Деревня Поляна Острединова, чернянские веденцы
Л. 27 об.-28. Починок Вторнинской поляны за рекою Осколом меж речки Холани и Олшаницы
Л. 28-28 об. Починок Боровой поляны.
- З городцкую сторону вала отделены сенныя покосы за Белым Колодезем вверх по Осколу выше Холковского монастыря отделено черняном детем боярским 23 человеком сенныя покосы от ливенцов детей боярских от их грани а грань на вольхи а вольха в болоте к Осколу а от ольхи вверх по Осколу около их усад за Холань пришеби стрелцов
- Роспись разстояний в 1659 году :… от Погромца до Оскола реки до мосту, что переезжают Оскол под Ливенскою слободою, 6 верст 300 сажень; мосту через Оскол реку 16 сажень; от мосту лесом до халанскаго поля 600 сажень; от лесу вверх по реки Халани до халанскаго мосту 2 версты; мосту через Халань, против села Халани 169 сажень; от халанскаго мосту до деревни Ковыльной 2 версты 800 сажень и т. д»[9].

Третье упоминание о Кр. Острове (Чернянке) в книге Историческая летопись курского дворянства.
- Известный порядок наблюдался при отводе земли детям боярским. Так, в 1656 году по Государеву указу и «по наказной памяти воеводы Ивана Романовича Сатина Нового Оскола сын боярской Петр Григорьевич ездил в Морквину деревню на починок Ивана Бородина с товарищи, взяв со собою тутошних помещиков Должонкова, Чюдакина, Бородина, да при тех помещиках отмерил в поляне на порозжей земле нововерстанным детям боярским Федору Осафову сыну Некрасову, Емельяну да Онтону Левонтьевым усад (усадеб) старых помещиков и под огороды и под гумна места в ряд с прежними помещики двор по шти десять (шестидесяти) сажен, поперечнику по 20 сажен человеку, да им же отказал на пашню земли и с примерной земли Ивана Бородина с товарищи, которую землю вымерил у них писец Микита Мосолов против прежних помещиков по 12 чети человеку в поли, а в дву потому ж, а сенные покосы отказал возле реки Оскола от межи и от грани детей боярских Чернянских веденцов верх по Осколу по полянам до Бобрычевые полянки и до межи Гнилова Орлика детей боярских Петра Окулова с товарищи, и тем детем боярским Федору Некрасову, Емельяну да Онтону Должонкову в Морквиной поляне дворовыми, огородными и гуменными месты, и землею и сенными покосы и всякими угоди владеть через межу с прежними помещики с Иваном Бородиным с товарищи, потому что у них те их поместные дачи от примерной земли писца Микиты Мосалова не отмежеваны».

### XVII век
Около 400 лет назад на правом берегу Оскола в устье реки Халанка была маленькая деревня Чернянская. Возникшая в деревне эпидемия чумы заставила большую часть жителей переселиться на левый берег Оскола, на котором были расположены густые заросли ольхи, вербы, богатые рыбой озёра и болота. Возникшее поселение стало называться Новоивановкой, позже Чернянкой.

### XVIII век
Из переписной книги Новооскольского уезда, 1714г Деревни Чернянской
- Ис копейщиков
- Евтех Миронов с. Иевлев
- 62. Рейтарской службы
- Федор Тимофеев с. Сверчков, работник Иван Абросимов Зиборов
- Степан Тимофеев с. Мишин
- Леон Федоров с. Малцов
- Юда Максимов с. Черной
- 63. Солдацкой службы
- Артем Иванов с. Малцов
- Павел Иванов с. Черной
- Ефрем Лазырев с. Малцов, пасынок Василий Черкашенин бежали в г.Яблонов в 714г
- 64. Вдова Федосья Ефремовская жена Пилюгина
- Семен Афонасьев с. Липовской
- Василий Ефимов с. Пилюгин
- 65. Алексей Сидоров с. Семенихин
- Сидор Петров с. Черной
- 66. Аврам Данилов с. Мишин
- Мина Макаров с. Проскурнин
- Городовой службы
- Иван Иевлев с. Малцов
- 67. Вдовых драгунских и солдацких жен и их детей малолетних дворы
- Солдацкая Федотова жена Христина Малцова
- Драгунская Евдокимова жена Настасья Труфанова
- вдова Васильевская жена Белого Февронья
- 68. Пустые дворы и дворовые места после выбылых
- из копейщиков
- место Якова Васильева – померли в 714г
- рейтарской службы
- пуст Антона Маслова – померли
- пуст Максима Малцова
- пуст Полуекта Малцова взят в 713 г в рекруты
- из солдат
- пуст Максима Малцова – в 711 г померли
- место Ивана Белого – в 712 г померли
- место Терентья Дешина – умре в 711 г
- пуст Ильи Прокопова – в 713г померли
- из бобылей
- Иван Куров – в 711 г померли, двора не было
- драгунская Савельева жена Иевлева Зиновия – в 714г померли, двора не было
- 70. Прибавочные дворы, из новооскольцев
- рейтарской службы
- Иван Григорьев с. Малцов
- солдацкой службы
- Яков Ларионов с. Торабанов
- Евпат Елистратов с. Черной
- Пахом Герасимов с. Дахин
- Новооскольской приказной избы за подьячим Игнатом Безгиным после переписи 710 г вновь прибыли крестьяне
- Дмитрий Федоров с. Татаринов (одна семья 22 чел: 10 муж, 12 жен)
- фф 71-77 – статистика по дер. Чернянской

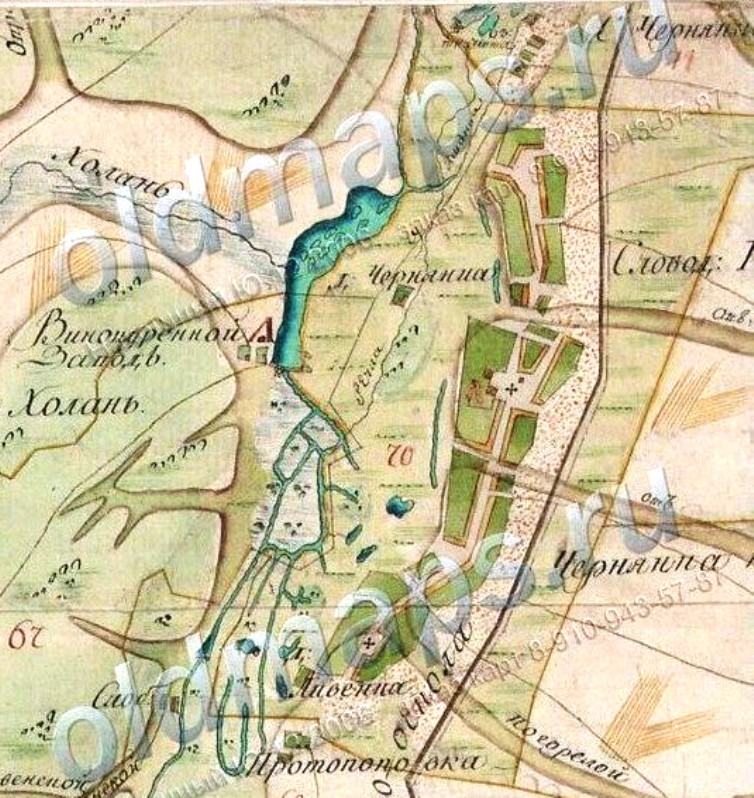
Деревня Чернянка (Красный Остров) в 1785 г.

На геометрическом генеральном плане Новооскольского уезда 1786 года Кр. Остров (деревня Чернянка) расположен на небольшом острове, жилые дома были там, где сейчас улица Шевченко (от дома № 3 до дома № 11) Основное русло Оскола протекало между улицей Садовой и дорожным отделом. Глубина реки Оскол составляла от 2 до 10 метров. Ширина от 20 до 140 метров.
Халанка впадала в Оскол в начале улицы Садовой, на Острове, а не напротив Пунаевки (где горе--историки пишут в своих книгах, не смотрят на карты 1786 года )
Где сейчас улица Воровского был мост через Оскол, а также винокуренный завод, один из двух в Новооскольском уезде.
В 1786 году в Новооскольском уезде было 4 крупных слободы не считая г.Новый Оскол, это Чернянка, Ольшанка, Михайловка(Великомихайловка), Масловка(Ездочное)..

### XIX век

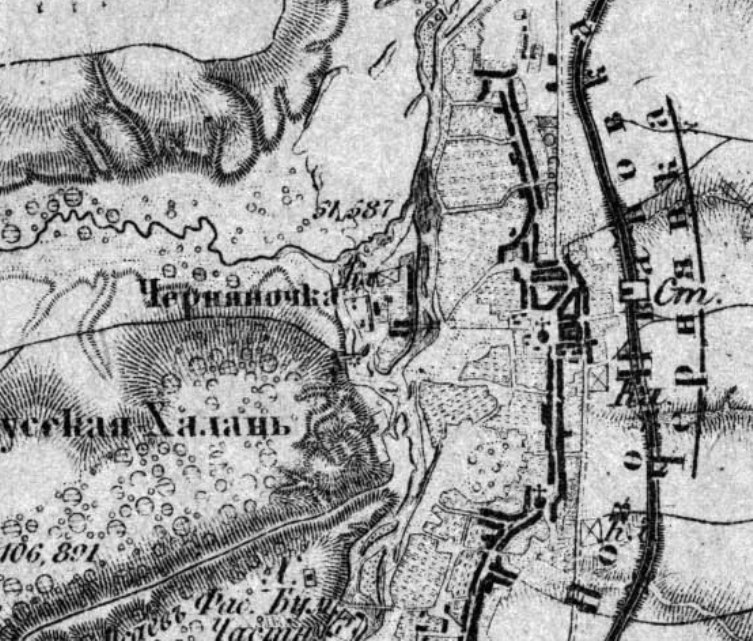
Деревня Черняночка (Красный Остров) в 1864 г.

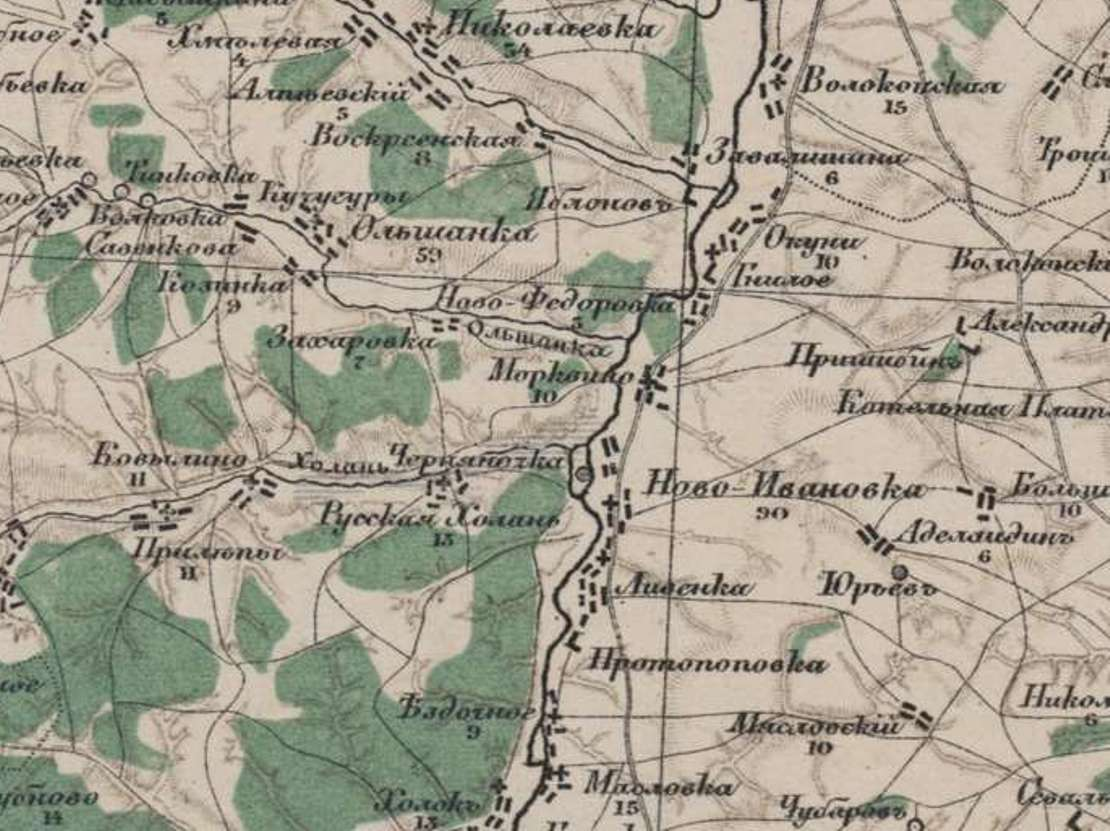
Черняночка (Красный Остров) в 1868 году

Помещику Полторацкому Марку Федоровичу в Чернянке принадлежала Ливенская сторона. Он имел суконную фабрику, бумажную и небольшую мукомольную мельницу.
После отмены крепостного права в 1861 г. помещик Полторацкий продал своё имущество, землю, лес и фабрики, и мельницу купцу Маркову Петру Васильевичу. Марков суконную фабрику ликвидировал, а бумажную фабрику продал помещику Аринкину. Вместо этих фабрик купец Марков построил под меловой горой на р. Оскол шестиэтажную мукомольную мельницу, которая вырабатывала пшеничную муку высокого сорта (мельницу сожгли немцы в январе 1943 г.).
Марков позже построил в центре Чернянки большой маслобойный завод и гречневую крупорушку. Сейчас это чернянская средняя школа № 2.
Крупным помещиком в Чернянке считался и Ткачев. Он имел много земли, лес и пятиэтажную мельницу (механическую) на реке Оскол, возле слободы Морквино.
Владели мануфактурными лавками купцы Найденко Давид Петрович и его сын Сергей Давыдович. Мануфактурную лавку имел Глушецкий Матвей Максимович. Бубличенко Иван Назарович занимался торговлей ситами.
В слободе Чернянка были две деревянные церкви. Со временем были построены две кирпичные: в центре — Успенская, в районе Ливенки — Николаевская В Чернянке ежегодно проводились пять ярмарок. В 1850 г. был построен сахарный завод.
В 1885 году в д. Нижняя Чернянка (Кр. Остров) было 16 дворов (6 дворов сгорело при пожаре в 1884 году), расположенных на ул. Шевченко и Фрунзе. Из 81 жителя было всего 2 грамотных и 6 учились. В деревне держали 16 лошадей, 15 коров, 4 ульи .

### XX век

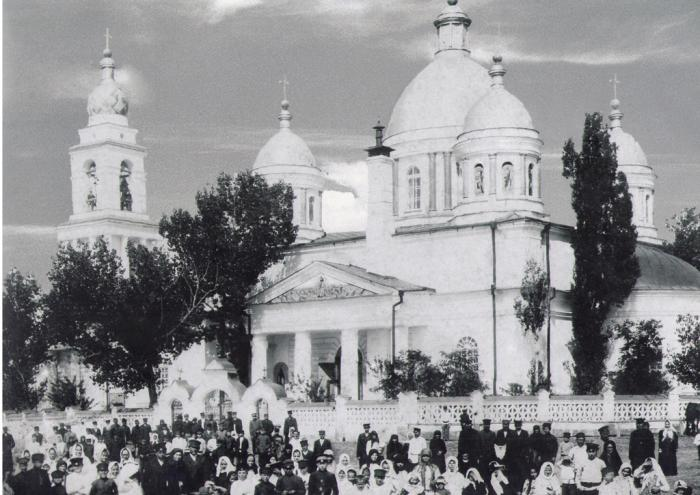
Успенский храм слободы Чернянка 1905 год

Черняночка (Красный Остров) на карте 1914 года

1 ноября 1905 года в Новооскольском уезде прокатилась волна крестьянских волнений. Крестьяне травили посевы помещиков, угрожали разгромом экономии. В Чернянке полностью разгромлены экономия купца Петра Васильевича Маркова и его магазины, контора заводчика Шевцова, совершена попытка сжечь дом старшины. С первого на второе ноября крестьяне слободы Маркиной (Морквино — один из микрорайонов Чернянки) и хутора Лесного Чернянской волости разгромили имение земского начальника помещика Арсеньева. Были сожжены дотла жилой дом, хозяйственные постройки, взят и переделан между крестьянами весь сельскохозяйственный инвентарь, 300 пудов хлеба, скот и домашняя птица. Арсеньев покинул свою усадьбу и направился в город Новый Оскол, но по дороге был встречен крестьянами, которые потребовали от него подписать бумагу об отказе Арсеньева от всей земли в пользу крестьян. Помещик отказался подписать эту бумагу и был избит.
2 ноября 1905 года в Чернянке восставшие разгромили крупнейшее имение князя Касаткина-Ростовского (писатель, драматург, поэт Серебряного века, уроженец слободы Чернянка, крёстный отец царя Николая II), который оказал сопротивление и был избит. Крестьяне оказали вооружённое сопротивление прибывшим казакам.
Местные силы полиции и жандармерии не смогли приостановить разраставшегося с каждым днем массового революционного крестьянского движения. Помещики и купцы запросили военной помощи у губернатора Гордеева. Телеграфировалось губернатору: Имение Касаткина разграблено, Чернянка в мятеже. Губернатор Гордеев 2 ноября отдал распоряжение управляющему Московско-Курско-Воронежской железной дороги экстренно отправить воинский поезд с ротой пехоты в 110 человек из Курска в Чернянку в распоряжение Новооскольского исправника. 4-го ноября в район Чернянки по приказу губернатора была послана из Грайворона рота пехоты в 111 человек под командованием штабс-капитана Манухина,
В июле 1906 года крестьяне слободы Чернянки уничтожили посевы бахчи князя Касаткина-Ростовского
В 1909 году в слободе Чернянка действовало 2 храма: Успенский, находившийся в центре слободы и разрушенный коммунистами в 1933 году, и Никольский, действовавший на окраине (Ливенка) и уничтоженный в 1937 году самими жителями слободы.
В 1911 году спалили именье князя Федора Николаевича Касаткина-Ростовского, которое располагалось на улице Садовой, на Острове, сейчас на бывшей территории имения находится здание детского сада, раньше с 1965 по 2008 год была начальная школа с небольшим фруктовым садом. Федор Касаткин-Ростовский, чтобы избежать ареста, в конце 1917 года бежал в Воронеж. Там он узнает о том, что его имение разграблено и мать Надежда Карловна Монтрезор с сестрой Софией Николаевной и братом Николаем Николаевичем заколоты штыками тремя заблуждающими и неграмотными жителями Острова, у которых уже оборван род по мужской линии (фамилии). Похоронили княгиню с дочкой и сыном прибывшие из Кронштадта матросы на ливенском кладбище в Чернянке.
- Бывало выйдешь в сад… Покоем и простором,
- За тенью темных липовых аллей,
- Охватит даль реки, село за косогором
- И ширь безбрежная полей…
- От запаха цветов, посаженных у дома,
- От старого угла, ушедших детских дум,
- Потянет в ширь полей, где близко так знакома
- И каждая межа и каждый звук и шум…

Так писал о своем имении в Кр. Острове Федор Касаткин-Ростовский.
Житель села Русская Халань Долгушин Моисей Григорьевич имел кирпичный завод на землях помещицы Касаткиной, под Красным Островом, где сейчас находятся остатки плодового сада, в настоящее время на этом месте идет застройка жилого массива жителями поселка Чернянка и Красный Остров.
Председателем сельскохозяйственного общества в 1916 г. был Самарский Антон Прокофьевич.

#### Гражданская война
В 1918 году 22 марта Чернянский волостной исполком обложил крупных капиталистов денежными сборами братьев Сергея Давидовича и И.Давидовича Найденко на 10 000 рублей, Б. Д. Ткачева на 10 000 руб. и Петра Васильевича Маркова на 25 000 рублей на имеемый у них денежный капитал.
24 июля 1919 года белые войска генерала Май-Маевского заняли Белгород, а ставленник Троцкого, специальный уполномоченный по обороне Курской области Бухарин запретил объявлять военное положение в Курской области, приказал войскам не вести боев на линии Старого Оскола, а отводить части к Ельцу. Решили Старый Оскол защищать своими силами до тех пор, пока будут эвакуированы на север все государственные ценности. Восьмисотенный отряд под командованием Андрея Емельяновича Межуева усиленный пулеметной командой Ревкома, был специальным поездом доставлен в район Чернянки и занял оборону у моста через Оскол. В результате 3хдневных боев более шестисот погибли, но было эвакуировано на север все ценное государственное имущество. Лишь по приказу Ревкома отошли остатки Старооскольского отряда от Чернянки и, оставив город, проследовали на станцию Касторная.

#### Межвоенный период
В 1923 г. на XII съезде РКП(б) официально была объявлена компания так называемой коренизации. Суть её заключалась в увеличении на национальных окраинах в местных советских органах власти представителей «титульных народов».
С 1923 г. по 1933 г. на Красном Острове осуществлялась государственная политика украинизации. Обучение с 1926 года проводилось на украинском языке. Первоклассники изучали украинский букварь.
С 1 января 1933 года делопроизводство переводилось с украинского на русский язык.
В 1930 году, в посёлке был образован колхоз «Красный Остров». Первым председателем колхоза был Дворцевой Иван Терентьевич до 1941 года, во время войны председателем была Черных Федора Егорьевна, после 1946 года — Найденко Михаил Семенович, далее Нечепуренко, затем Тимофеев Тихон Никитович.
В 1929—30 гг. на территории слободы Чернянка было создано два Совета. В состав первого Чернянского Совета вошли три коллективных хозяйства: «Красный Остров», «Большевик», «XVIII партсъезд». В состав второго Чернянского Совета вошли: «Хлебороб», «Будь готов», «Пионер».

#### Великая Отечественная война
28 июня 1942 года началась Воронежско-Ворошиловградская операция, и 1 июля 1942 года в 6 часов вечера, на Остров вошли войска гитлеровской Германии, в основном венгры, местные жители называли их мадьярами. Перед отступлением советские войска взорвали мост через Оскол и мост через Халанку. Немцы быстро сделали понтонные переправы через Оскол, пустили танковые самоходки и 2-го июля вошли в Чернянку. Мост через Халанку был восстановлен русскими пленными, но уже в две сваи стоя, (по центру моста) по сравнению с остальной частью в одну сваю построенным до войны русскими (мост сгорел в 2005 году). Многие жители Острова жили в погребах, а часть ушли на Кр. Выселок, там немцев не было. 3-го июля прилетели советские самолёты и начали бомбить склад с оружием забытый войсками. Сгорели 27 домов на улице Халтурина, Шевченко и ближайших улиц, погибли мирные жители. После того как советские войска оставили Чернянку, на складах осталось зерно, мука, на заводах — масло, сыр и другие продукты. Жители запаслись ими, попрятав в погреба, закапывая в ямы.
Когда немцы прорвали оборону под Харьковом, часть 301 стрелковой дивизии 21 армии попали в окружение, 20 июня 1942 года вышли из окружения, спешно отступали, в районе Орлика 400 бойцов с командиром дивизии решили пробираться к своим группами по 40 человек. Группа с командиром дивизии пришли на Кр. Остров утром и увидели, что моста нет, а из воды торчат обгорелые сваи. Местные жители рассказали, что вчера два лейтенанта вышли днем к реке и их сразу же забрали немцы. Днем немцы навели вдоль свай переход в одну доску и ночью группа красноармейцев с командиром дивизии переправились через Оскол в Чернянку.
В Чернянке лагерь военнопленных и мирного населения находился по ул. Революции, в бывшем помещении промкомбината.
С сентября по ноябрь 1942 г. из Чернянского района угнано фашистами на работы в Германию 994 человека.
За время оккупации в 1942—1943 годах на территории Чернянского района погибло 49 мирных граждан.
При отступлении из Чернянского района немецко-мадьярские воинские части угнали с собой содержащихся в концлагере 200 человек военнопленных бойцов Красной Армии и 160 человек советских патриотов. В пути следования фашисты всех этих 360 человек закрыли в здании школы, облили бензином и зажгли. Пытавшихся бежать расстреливали. Погибла в этом страшном аду Фаина Ефимовна Тимофеева — коммунистка из посёлка Красный Остров. .
В конце января 1943 года Советская Армия вела бои на границе района, и уже 27 января советские войска через Волоконовку, Гнилое и Завалищено, не встречая упорного сопротивления, прошли к Орлику, где 28 января произошёл скоротечный бой с гарнизоном врага, в результате которого Орлик был освобождён.
В это же время к Чернянке с востока подошли подразделения советской армии и начали атаку на слободу. Немцы встречали атакующих ожесточённым огнём со всех видов орудия. Бой продолжался до позднего вечера. Взять Чернянку сходу не удалось. Наступающие понесли большие потери и в темноте отступили на исходные позиции. Некоторые тяжело раненные бойцы остались лежать на снегу, взывая о помощи. Но оказать её было практически невозможно. Жители слободы прятались по погребам, и никто из них не смог выйти к раненым. Немцы же вели шквальный огонь по передовым позициям, бойцам, пытавшимся эвакуировать раненых, всю ночь.
Горели мельница на Ливенке, полыхало много хат и надворных построек. Немцы стали взрывать каменные и кирпичные здания, железнодорожные мосты, водокачку и другие строения. Так продолжалось до рассвета. Неудача, постигшая атаковавшие Чернянку подразделения, по всей вероятности, объяснялась тем, что посланная командованием двумя днями ранее разведка к началу боевых действий по штурму слободы назад не вернулась, и командование не располагало данными об особенностях вражеской обороны.
С рассветом 29 января бой за Чернянку разгорелся с новой силой. Теперь советские войска вели уже миномётный и орудийный обстрел вражеских позиций. Новую атаку наступающие повели одновременно с двух сторон: с юга от Ездочного наступали воины 37 отдельной стрелковой бригады, с севера, со стороны Морквино, — бойцы 575 стрелкового полка 161 стрелковой дивизии. Особенно сильный бой разгорелся на улице имени Маринченко. В этом бою героически сражался и погиб сержант И. Н. Желтов, именем которого в настоящее время названа одна из улиц посёлка Чернянка.
К полудню бои завязались в центре Чернянки. Для немцев ситуация к этому времени сложилась критическая. Со стороны Орлика Советская Армия наступала на Кузькино, с Нового Оскола после взятия города двигалась на Великомихайловку. Фашистской группировке в Чернянке грозило окружение. Немцы это прекрасно понимали и под ударами наших войск стали отступать на Русскую Халань — через Красный Остров. Отступление было крайне спешным, и гитлеровцы даже не успели взорвать заминированный мост через реку Оскол.
Немцы оказывали жестокое сопротивление, но всё же после упорных трёхдневных боёв советские воины освободили районный центр.
В полях снежный покров достигал местами 1,5 метра, и это не позволяло войскам продвигаться полевыми путями. Надо отдать должное оперативности командования противника, которое, предвидя своё поспешное бегство, предприняло расчистку дороги. Она представляла собой почти туннель, по бокам которого снежные насыпи доходили до 2-х метров. Это обстоятельство позволяло советским частям маскироваться, защищаться от прицельного огня противника.
Достигнув Чернянки, передовые подразделения, подошедшие к насыпи железной дороги, вынуждены были залечь здесь редкой цепью. Сделать это пришлось из-за плотного огня из орудий термитными снарядами.
Наступления на Чернянку был стремительным. С ранним рассветом 29 января весь советские отряды были уже в самом центре слободы на площади старого рынка.
Красный Остров освободили от немцев в ходе Воронежско-Касторненской операции, войска 40 армии, 37-й особой стрелковой бригады из состава 3-й танковой армии, Воронежского фронта 29 января 1943 года.
При освобождении Чернянки советскими войсками было взято в плен 400 солдат и офицеров противника. 3ахвачено 4 артиллерийских склада со снарядами, 5 паровозов и 100 железнодорожных вагонов с военным снаряжением.
Многие жители Кр. Острова приняли участие в строительстве железнодорожной линии Старый Оскол — Сараевка — Ржава, которая была построена и введена в эксплуатацию уже через 32 дня (строительство велось с 15 июня по 17 июля 1943 года).
Возле Острова, в лесу во время войны 1941—1945 года размещались два госпиталя Умерших от ран солдат хоронили. После войны могилы их разыскали и похоронили на опушке леса, рядом с посёлком. В память о них по инициативе здешнего учителя жители на свои деньги установили памятник, а на щите написали имена и фамилии земляков, погибших в войну. В середине 60-х годов на этом месте стали хоронить местных жителей. На кладбище расположена братская могила 5 советских воинов, умерших в госпитале (их фамилии: Зайка Е. Ф., Ковалев А. Ф., Меженин П. Ф., Садыков Б., Тажибаева Т.) который находился в лесу недалеко от Острова.

#### Послевоенные годы
В июле 1950 г. колхоз «Красный Остров», и колхозы села Русская Халань, «Красный пролетарий», «Победа Октября», «Свободный пахарь», «Мировой Октябрь» объединились в один колхоз, который стал называться «Мировой Октябрь».
В 1951 году была восстановлена Морквинская ГЭС и мельница.
В 1958 г. когда Чернянке был присвоен статус поселка городского типа, жители Кр. Острова собрались и проголосовали о невхождении в поселок Чернянка, в связи с тем, что стоимость электроэнергии в сельской местности была в два раза меньше, чем в городской (поселок Чернянка относится к городской местности) и налоги на землю также были намного меньше, позже Кр. Остров был выделен из Чернянского совета № 1. п.г.т. Чернянка и присвоен статус поселка сельского типа с отнесением к Русскохаланскому сельскому совету.
До 1964 г. школа располагалась в бывшем барском доме.
В 1966 г. в посёлке провели электроэнергию.
В 1968 году колхоз «Мировой Октябрь» был объединен с колхозом «Большевик».
В 1993 г. начата, а в 1994 г. закончена газификация поселка.
В 2002 г. построен подвесной мост через Оскол.
С 2009 г. вместо школы открыли детский сад.
В 2010 г. открыт завод минеральной воды «Потаповская». В 2011 году на 16-м международном профессиональном конкурсе «Лучшие: безалкогольный напиток, минеральная питьевая вода года» вода минеральная «Потаповская» признана лучшей и награждена золотой медалью.
В 2017 году газифицирован новый микрорайон Красный Остров.
В 2019 году построили сквер (зону отдыха) в районе набережной реки «Оскол» возле подвесного моста за переходом на Чернянку.
В 2020 году открылась газозаправочная станция компании «Газпром» на улице Воровского.

## Административные изменения
За свою историю посёлок Красный Остров (Чернянка) входил в подчинение различных административных образований:
- 1708—1727 годы — деревня Чернянка, в составе Горного стана Новооскольского уезда Белгородской провинции Киевской губернии.
- 1727—1779 годы — деревня Чернянка, Новооскольского уезда, Белгородская провинция, Белгородской губернии.
- 1779—1797 годы — деревня Чернянка, Новооскольского уезда, Курского наместничества.
- 1797—1802 годы — деревня Чернянка, Старооскольского уезда, Курской губернии.
- 1802—1918 годы — деревня Черняночка (Нижняя Черняночка), в III стане, Чернянская волость, Новооскольского уезда, Курской губернии.
- 1918 год — деревня Остров в составе слободы Чернянка, Новооскольский уезд, земской центр г. Острогожск, земля Подонье, (вместе с Корочанским, Валуйским, Грайворонским, Бирюченским,Острогожским, Богучарским уездами) Украинской народной республики (У Н Р)[39].
- 1919 год — деревня Остров в составе сл. Чернянка Харьковской губернии, Украинской державы.
- 1919 год — деревня Остров в составе сл. Чернянка, Харьковской области (ВСЮР) — военно-территориальная единица административного деления Вооруженных сил Юга России.
- 1919—1924 годы — слобода Чернянка, Чернянская волость, Новооскольский уезд, Курской губернии.
- 1924—1928 годы — слобода Чернянка, Чернянская волость, Старооскольский уезд, Курская область.
- 1928—1929 годы — слобода Чернянка, Чернянский район, Острогожский округ, Центрально-Чернозёмной области.
- 1929—1930 годы — слобода Чернянка, Чернянский район, Старооскольский округ, Центрально-чернозёмной области.
- 1930—1934 годы — слобода Чернянка, Чернянский совет № 1, Центрально-Чернозёмной области.
- 1934—1954 годы — слобода Чернянка, Чернянский совет № 1, Курской области.
- 1954—1958 годы — слобода Чернянка, Чернянский совет № 1, Белгородской области.
- 1958—1963 годы — посёлок Красный Остров, Русско-халанского сельского совета, Чернянский район, Белгородской области.
- 1963—1965 годы — посёлок Красный Остров, Новооскольский район, Белгородской области.
- С 1965 года и по настоящее время посёлок входит в состав Русско-халанского сельского совета Чернянского района Белгородской области.

## Население
| 1862 | 1885 | 1892 | 1901 | 1977 | 1987 | 2002 |
| ---- | ---- | ---- | ---- | ---- | ---- | ---- |
| 61   | ↗81  | ↗107 | ↘73  | ↗773 | ↘550 | ↗825 |
| 2007 | 2010 | 2013 |      |      |      |      |
| ↘783 | ↗865 | ↗896 |      |      |      |      |

## Язык
Язык общения жителей посёлка Кр. Остров смешанный, разговаривают на украино-русском суржике. В 20 веке в Чернянском районе было два диалекта говора. Были слободы и хутора (позже села), которые разговаривали на хохляцком языке, их называли хохлами (это была смесь украинских слов, примерно до 80 % и русских слов, до 20 % , в разных селах проценты колебались) и на диалекте жителей сел и деревень, которых называли москалями (егуны — якающий говор) (это была смесь русских и белорусских слов, но больше было русских слов). В Чернянке жили хохлы, но в 60—70—80 годах много жителей из сел района переезжали в Чернянку и говор чернянцев стал меняться в сторону почти чистого русского языка и местные хохлы (в основном молодёжь) старались говорить по-русски.
Жители поселка принадлежат к украинской этнографической группе хохлов.Островетяне, как и другие хутора и села Слобожанщины, говорят на русском, украинском и суржике. Ещё в середине 80-х годов прошлого столетия хохляцкий говор чернянцев почти ничем не отличался от говора украинцев сельской местности слобожанщины в Харьковской области, за исключением нескольких слов. В XX веке школьное образование на русском языке, радио и телевидение, отъезд молодёжи в города потеснили суржик и украинский язык. Однако коренные жители, рожденные в (1920—1970-х годах), используют суржик и сейчас, а в языке молодёжи сохранились ряд устойчивых украинских выражений.

## Транспорт и железная дорога
Окружная дорога (трасса Старый Оскол-Валуйки), проходящая через Остров и мост через Халанку, построены в 2002 г.
Все дороги имеют асфальтобетонное покрытие, кроме части ул. Фрунзе и ул. Воровского.

## Экономика
- ОГУ « Чернянское лесничество»[45].
- База ГУДРСП «Чернянское»[46].
- Источник минеральной воды «Потаповская»[47]
- АЗС ООО «Продукты нефти»
- Деревообрабатывающий цех МУП «Природные ресурсы»

Перечень объектов строящихся, расширяемых и намечаемых к строительству 2008–2029гг
- Строительство автостоянки и автосервиса
- Спортивно-оздоровительный комплекс с баней, бассейном
- Досуговый центр
- Торгово-остановочный комплекс
- Учебно-воспитательный комплекс
- Новый район ИЖС

Исчезнувшие предприятия
- Кирпичный завод
- Предприятие по добыче мела

## Медицина
Работает стоматологический кабинет

## Сфера услуг
- Хозяйственный магазин «Блеск» на ул. Воровского
- Продовольственный магазин «Сити» на ул. Воровского
- Магазин «Лист» на ул. Воровского

## Объекты социальной сферы
- Детский сад.
- Учебный полигон «Поиск»[48]

## Спорт
12 октября 2013 года в лесном массиве п. Красный Остров открыта лыжно-ролерная трасса. Протяженность трассы составляет 2,5 километра, ширина 3,5 метров, пропускная способность до 200 человек. Трасса соответствует проведению районных и региональных соревнований.

## Средства массовой информации
Телевещание
В посёлке принимаются следующие телеканалы:
- 2 Первый канал (РТПС 5 кВт), г. Старый Оскол.
- 3 Россия / Россия — Белгород (0,1 кВт), г. Новый Оскол.
- 5 Первый канал(0,1 кВт), г. Новый Оскол.
- 9 Старый Оскол — РТТ / Рен ТВ (1 кВт), г. Старый Оскол.
- 10 НТВ (0,1 кВт), г. Новый Оскол.
- 11 ТВ Приосколье / НТВ (Областное ГУ ТК «Приосколье») (РТПС 1 кВт), г. Старый Оскол.
- 30 Россия / Россия — Белгород / Оскольское ТВ (РТПС 20 кВт), г. Старый Оскол.
- 35 Первый мультиплекс цифрового телевидения России (РТПС 2 кВт), г. Старый Оскол.
- 36 Первый мультиплекс цифрового телевидения России, г. Новый Оскол.
- 49 Россия К (РТПС 1 кВт), г. Старый Оскол.
- 51 РБК ТВ / MTV (по вых. с 14.30) / (РТПС 1 кВт), г. Старый Оскол.
- 58 Второй мультиплекс цифрового телевидения России (РТПС 2 кВт), г. Старый Оскол.

Радиовещание
Осуществляется приём следующих радиостанций:
- 68,33 Маяк (РТПС 4 кВт), г. Старый Оскол.
- 71,09 Радио России (РТПС 4 кВт), г. Старый Оскол.
- 72,02 Радио России, п. Чернянка.

## Известные уроженцы
- Князь Касаткин-Ростовский, Фёдор Николаевич — писатель, драматург, поэт[55].

## Факты
- Недостроенная булыжная дорога[56] из посёлка Чернянка, проходящая через Остров, строилась (в 1914 г. строительство прекратилось) специально для сапожной мастерской (за сезон 1897—1898 гг. изготовили 40 000 пар обуви) села Ольшанка[57].
- В марте 1943 года через Оскол на запещанском (запесок — один из микрорайонов Чернянки) броде переправилось два Советских танка и направились в сторону Острова, один танк удачно добрался до Острова, другой провалился под лед на длинном озере (старое русло Оскола), танкисты успели выскочить из танка, их отогревали жители Острова. Танк до сих пор находится в озере, которое высохло. В конце марта 2010 г. начались раскопки танка[58].

## Улицы
- ул. Шевченко — первая улица на Острове, заселенная переселенцами из пос.Чернь Тульской губернии, заселена с 17 века, 21 двор, протяженность — 550 метров, названа в честь украинского поэта, прозаика, художника, этнографа Шевченко, Тарас Григорьевича[59]
- ул. Фрунзе — заселена с 19 века, 28 дворов, протяженность — 650 метров, названа в честь революционера, советского государственного и военного деятеля Фрунзе, Михаил Васильевича
- ул. Воровского (народное название — лысый хутор) — заселена с 19 века, 64 двора, но в 17 веке на улице был винокуренный завод, протяженность — 1200 метров, самая длинная улица, названа в честь российского революционера, публициста и литературного критика Воровского, Вацлава Вацлавовича
- ул. Желябова — заселена в начале 20 века, 31 двор, протяженность — 680 метров, названа в честь террориста, революционера-народника, члена Исполнительного комитета «Народной воли», один из организаторов убийства императора Александра II Желябова, Андрея Ивановича
- ул. Халтурина — заселена в начале 20 века, 41 двор, протяженность — 700 метров, названа в честь террориста, русского рабочего, революционера, осуществившего террористический акт в Зимнем дворце (1880) Халтурина, Степана Николаевича
- ул. Садовая — заселена в середине 20 века, протяженность — 470 метров, название дано по садам, растущим на этом месте (бывшие земли князя Федора Николаевича Касаткина-Ростовского)
- ул. Нефтяников — заселена в 80 годах 20 века, протяженность — 250 метров, самая короткая улица, названа в честь поселенцев этой улицы, работающих на нефтебазе в Чернянке (часть строительства вела нефтебаза)
- ул. Дорожников — заселена в конце 20, протяженность — 1080 метров, 67 дворов, название по строительству улицы рядом с дорожным отделом (часть строительства вел дорожный отдел)
- ул. Заречная — заселена в конце 20, начале 21 века, протяженность — 500 метров, 19 дворов, название — улица за рекой Халанка.
- ул. Некрасова — заселена в конце 20, начале 21 века, протяженность — 400 метров, 10 дворов, видимо, названа в честь русского поэта, писателя и публициста, революционера-демократа, классика русской литературы Некрасова, Николая Алексеевича
- ул. Свободы
- ул. Капустина
- ул. Раздольная

## Достопримечательности
- Братская могила 5 советских воинов, погибших в боях с фашистскими захватчиками[60]
- Школьный двор — это бывшая усадьба княгини Касаткиной-Ростовской. Архивировано из оригинала 6 октября 2014 года.
- Подвесной мост через Оскол.
- [www.geocaching.su/?pn=101&cid=8114 Вышка — малышка]
- Достопримечательности Красного Острова и Чернянки

## Карты
- Красный Остров (Чернянка) в 1792 г.
- Красный Остров в 1943 г.
- Красный Остров (Чернянка) в 1956 г.
- Красный Остров 1992 г. карта — M37-040. Архивировано из [www.g151.ru/content/maps/disk6/M-37%20%20%20144%20%EB%20%20(%D0%D4,%20%D3%EA%F0%E0%E8%ED%E0%20(%D5%C0%D0%DC%CA%CE%C2))/M37-040%20%20%20%CD%CE%C2%DB%C9%20%20%CE%D1%CA%CE%CB%20%2088-92.jpg оригинала] 16 апреля 2013 года.
- Современная карта Красного Острова
- Карта Кр. Острова 250 метров — M-37-040